# مايكل ستيوارت (موسيقي)
ميخائيل ستيوارت (بالإنجليزية: Michael Stuart)‏ هو موسيقي أمريكي، ولد في 9 يناير 1975 في نيويورك في الولايات المتحدة.

## وصلات خارجية
- ميخائيل ستيوارت على موقع IMDb (الإنجليزية)
- ميخائيل ستيوارت على موقع ميوزك برينز (الإنجليزية)
- ميخائيل ستيوارت على موقع أول ميوزيك (الإنجليزية)
- ميخائيل ستيوارت على موقع ديسكوغز (الإنجليزية)
- ميخائيل ستيوارت على موقع قاعدة بيانات الفيلم (الإنجليزية)